# 米薩奧爾霍山
14°31′02″S 72°33′30″W / 14.51722°S 72.55833°W
米薩奧爾霍山（Misa Urqu），是秘魯的山峰，位於該國南部阿普里馬克大區，由安塔班巴省的奧羅佩薩區負責管轄，屬於萬索山脈的一部分，海拔高度4,800米。